# Друштвено предузеће
Друштвено предузеће је предузеће које у целини послује друштвеним капиталом.
Друштвени капитал је подељен на акције или уделе одређене номиналне вредности и уписује се у регистар.
Орган друштвеног предузећа су скупштина, управни одбор, директор и надзодрни одбор. У друштвеном предузећу са мање од 50 запослених не бира се управни и надзорни одбор ако статутом није другачије одређено.
Највиши орган друштвеног предузећа је скупштина. Друштвеним предузећем управљају запослени и други власници друштвеног капитала, који бирају своје представнике у скупштини предузећа. Управни одбор друштвеног предузећа бира скупштина. Директор је орган пословође (организује и води пословање) у друштвеном предузећу, који је овлашћен за заступање предузећа.
Надзорни одбор има најмање три члана који се могу бирати и из реда стручњака ван предузећа. На надзорни орган друштвеног предузећа примењују се одговарајуће одредбе закона које важе за акционарско друштво.
Статут је основни општи акт друственог предузећа, који доноси скупштина предузећа, а чију садржину одређује закон.